# Daniela Schwarz
Daniela Schwarz (* 9. September 1985 in Zürich) ist eine Schweizer Duathletin und Triathletin, die früher als Fussballspielerin aktiv war und zuletzt von 2014 bis 2015 beim norwegischen Verein Vålerenga IF unter Vertrag stand.

## Werdegang
Schwarz spielte in ihrer Jugend beim FC Seuzach und FC Schwerzenbach.
Nach einem USA-Aufenthalt von März 2006 bis Februar 2007 kehrte sie zum FC Schwerzenbach zurück, für den sie mit einer kurzen Kanada-Unterbrechung bis Juli 2009 spielte und 2008 den Schweizer Pokal der Frauen gewann.

Dann schloss sie sich dem Grasshopper Club Zürich an. Nach drei Jahren wechselte Schwarz nach Norwegen, zunächst für eineinhalb Jahre zu Kolbotn IL, der in der Saison 2013 auf Platz sechs landete, und dann Anfang 2014 zu Vålerenga IF. Mit diesem belegte sie in der Toppserien 2014 den siebten Platz.

### Fussball-Nationalmannschaft 2009–2015
Schwarz debütierte am 11. Juli 2009 beim Spiel gegen die Niederlande in der Schweizer Fussballnationalmannschaft der Frauen als sie in der 76. Minute eingewechselt wurde. Danach stand sie regelmässig im Aufgebot, wurde aber nur selten in der Startelf eingesetzt.
Im Sommer 2014 konnte sich die Nationalmannschaft erstmals für die Weltmeisterschaft 2015 qualifizieren. Im Mai 2015 wurde sie als älteste Schweizer Spielerin für den WM-Kader nominiert, obwohl sie in keinem Qualifikationsspiel eingesetzt wurde und auch bei den letzten Testspielen, u. a. beim Algarve-Cup 2015 nicht zum Einsatz kam.
Im September 2015 gab sie ihren Rücktritt aus dem A-Nationalteam bekannt.

### Duathlon und Triathlon seit 2016
Seit 2016 ist die Winterthurerin im Duathlon aktiv.

Im April 2018 wurde die damals 32-Jährige Dritte beim Rheintal Duathlon (4 km Laufen, 17 km Radfahren und 4 km Laufen).
Bei der Duathlon-Weltmeisterschaft auf der Langdistanz (Erster Lauf 10 km, Radfahren 150 km und zweiter Lauf 30 km) belegte sie im September beim Powerman Zofingen den fünften Rang. 2019 konnte die Winterthurerin den Gigathlon in Ob- und Nidwalden für sich entscheiden.
Auch ihre fünf Jahre ältere Schwester Barbara ist als Triathletin aktiv.

## Sportliche Erfolge
Fussball
- Schweizer Pokal: 2008

Duathlon
| Datum/Jahr    | Rang | Wettbewerb                                     | Austragungsort | Zeit     | Bemerkung |
| ------------- | ---- | ---------------------------------------------- | -------------- | -------- | --- |
| 19. Sep. 2021 | DNF  | ITU Long Distance Duathlon World Championships | Zofingen       | –        | Rennabbruch in der ersten Rennhälfte                                                                                             |
| 8. Sep. 2019  | DNF  | ITU Long Distance Duathlon World Championships | Zofingen       | –        | |
| 2. Sep. 2018  | 5    | ITU Long Distance Duathlon World Championships | Zofingen       | 07:36:52 | Duathlon-Weltmeisterschaft auf der Langdistanz beim Powerman Zofingen (Erster Lauf 10 km, Radstrecke 150 km, Zweiter Lauf 30 km) |
| 29. Apr. 2018 | 3    | Rheintal Duathlon                              | Marbach        | 00:59:05 | 4 km Laufen, 17 km Radfahren und 4 km Laufen                                                                                     |
| 2017          | 2    | Powerman Zofingen                              | Zofingen       | 02:28:58 | Duathlon-Kurzdistanz (Erster Lauf 10 km, Radstrecke 50 km und zweiter Lauf 5 km)                                                 |

Triathlon
| Datum/Jahr    | Rang | Wettbewerb            | Austragungsort | Zeit     | Bemerkung                            |
| ------------- | ---- | --------------------- | -------------- | -------- | ------------------------------------ |
| 21. Juli 2019 | 3    | Ironman Switzerland   | Zürich         | 10:02:20 | erster Start auf der Ironman-Distanz |
| 30. Juni 2019 | 1    | Gigathlon Switzerland | Nidwalden      | 23:49:45 | [ 8 ]                                |

(DNF – Did Not Finish)